# Шейно (озеро)
Шейно — озеро в России на юго-западе Тверской области в Калининском районе. Площадь поверхности озера — 1,32 км². Площадь водосборного бассейна — 82,1 км². Лежит на высоте 158 м над уровнем моря, окружено болотами и заболоченным лесом.
С севера в Шейно впадает речка Машница. Из западной оконечности вытекает река Десна (приток Вязьмы).
Рядом расположены две деревни: Заозерье и Озерецкое. 